# Cryphia keltana
Cryphia keltana là một loài bướm đêm trong họ Noctuidae.